# 沖永良部島分屯基地
座標: 北緯27度22分0秒 東経128度34分0秒 / 北緯27.36667度 東経128.56667度
沖永良部島分屯基地（おきのえらぶじまぶんとんきち、JASDF Okinoerabujima Sub Base）とは、鹿児島県大島郡知名町上平川2081-1に所在し、第55警戒隊が配置されている航空自衛隊那覇基地の分屯基地である。
分屯基地司令は、第55警戒隊長が兼務。

## 所在部隊

### 南西航空方面隊隷下部隊
- （南西航空警戒管制団）
  - 第55警戒隊

## 沿革
- 1972年12月31日：アメリカ空軍第623航空警戒管制中隊第4分遣隊 (623rd Aircraft Control & Warning Squadron Det4) よりレーダー機材移管、第55警戒群を新編